# ジューリー・スタイン
ジュール・スタイン（Jule Styne、1905年12月31日 - 1994年9月20日）は、イギリス生まれであるアメリカ合衆国のソングライターで、多くのミュージカル作品で知られる。そのうち7作品は有名で、よく再演される。
最も有名な曲はサミー・カーン作詞の「レット・イット・スノウ」（1945)。15曲がチャートで1位になった。

## 生い立ち
ロンドンでジュリアス・カーウィン・スタインとして生まれた。ロシア帝国ウクライナ地方からのユダヤ人移民の八百屋の息子。8歳で家族でシカゴに引っ越し。ピアノレッスンを受ける。神童とされ、10歳以前にシカゴ交響楽団・セントルイス交響楽団・デトロイト交響楽団と共演した。

## 業績
シカゴ音楽大学入学。後に映画プロデューサーとして成功するMike Toddと友人で、トッドが製作中だったミュージカルの曲を作るように頼まれ手伝う。これが1,500曲以上出版されたスタイン作品の事始めとなった。
自身のダンスバンドを組み、ハリウッドから呼ばれ、フランク・シナトラから崇拝され、作詞家サミー・カーンと組み、多くの映画に曲を書いた。代表作に
- "It's Been a Long, Long Time"：ハリー・ジェームス楽団が1945年に三週間一位にした。
- "Five Minutes More"
- "Three Coins in the Fountain"：アカデミー賞受賞。

など。
1955年のミュージカル映画My Sister Eileenの映画音楽でLeo Robinと組んだ。
オスカーには10回入選。多くはカーンとの共作だった。代表作に
- "I've Heard That Song Before"：Harry James and His Orchestraで1943年に13週間一位。
- "I'll Walk Alone",
- "It's Magic"：『洋上のロマンス』より。ドリス・デイが1948年に二位にした。
- "I Fall in Love Too Easily".

など。
1947年、初ミュージカル『High Button Shoes』の曲をカーンと書き、その後数十年で多くのブロードウェイのショーに書いた。代表作に
- 紳士は金髪がお好きGentlemen Prefer Blondes,
- ピーター・パン(1954年、追加音楽)
- Bells Are Ringing
- ジプシー Gypsy
- Do Re Mi
- Funny Girl
- Sugar (映画Some Like It Hotに基づき、音楽は刷新)
- Hallelujah, Baby!（トニー賞受賞）

など。 
作詞家はSammy Cahn, Leo Robin, Betty Comden とAdolph Green, Stephen Sondheim,　Bob Merrillなど。
1960年に開園し短命に終わったアミューズメント・パークFreedomland U.S.A.のテーマ曲を書いた。
1972年にソングライターの殿堂入り。
1981年に劇場の殿堂入り。

## 作品
歌:
- "The Things We Did Last Summer" (1946年作。作詞カーン。）：フランク・シナトラ、Jo StaffordとVaughn Monroe、Dean Martin、レターメン、ファッツナヴァロ、ビーチ・ボーイズ、秋吉敏子、フレディー・ハバードらがこれまでに録音している。
- クリスマスワルツ  "en:The Christmas Waltz"
- "w:Conchita Marquita Lolita Pepita Rosita Juanita Lopez"
- パレードに雨を降らせないで "Don't Rain on My Parade" (ミュージカル『ファニー・ガール』から)
- ダイヤは女の最良の友 "en:Diamonds Are a Girl's Best Friend"
- "Everything's Coming Up Roses" (Gypsyから)
- "Every Street's a Boulevard in Old New York"
- "Fiddle Dee Dee"
- 涙のかわくまで "en:Guess I'll Hang My Tears Out to Dry"：フランク・シナトラ(1958)、Cannonball Adderley(1959)、Dexter Gordon(1962)、Irene Kral(1963)、Sarah Vaughan(1963)、Ray Charles(1964)、Jack Jones(1964)、Carmen McRae(1964)、Linda Ronstadt(1983)、Mel Tormé (1992)、Diane Schuur(1992)ら多数のミュージシャンがカバーしている。
- "How Do You Speak To An Angel"
- "en:I Don't Want to Walk Without You"
- "I Fall In Love Too Easily"：マイルス・デイヴィスが1963年のアルバム『Seven Steps to Heaven』で演奏した。
- "I Still Get Jealous"
- "en:I'll Walk Alone"
- "It's Been a Long, Long Time"
- "It's Magic" (『洋上のロマンス』から)：ダイナ・ワシントンが録音。
- "I've Heard That Song Before"
- "Just In Time"：リー・モーガンが録音。
- "Let Me Entertain You"
- レット・イット・スノウ "en:Let It Snow! Let It Snow! Let It Snow!"
- "Long Before I Knew You"
- "Make Someone Happy"
- "Neverland"
- "Papa, Wont You Dance with Me?"
- "The Party's Over"
- "People" (from Funny Girl)：ディオンヌ・ワーウィックが録音。
- 「サタデイ・ナイト」"Saturday Night (Is the Loneliest Night of the Week)" ：歌唱Frank Sinatra
- "Sunday" （作詞Ned Miller）：カーメン・マクレエ、アート・ブレイキー、ベン・ウェブスターが録音。
- 「タイム・アフター・タイム」"Time After Time"：JJジョンソン、ダイナ・ワシントン、ジェームズ・ブラウン、アイズレー・ブラザーズ、3 Soundsが録音。
- "Three Coins in the Fountain"
- "Together wherever we go"
- "Pico and Sepulveda"

クレジット
- Ice Capades of 1943 (1942) - 1曲提供。
- Glad to See You! (1944) - パイロット版でPhiladelphiaで終了。
- High Button Shoes (1947)
- 紳士は金髪がお好き Gentlemen Prefer Blondes (1949)
- Michael Todd's Peep Show (1950) - 2曲提供。
- Two on the Aisle (1951)
- Hazel Flagg (1953)
- ピーター・パン (ミュージカル) Peter Pan (1954) (追加音楽)
- マイ・シスター・アイリーン My Sister Eileen (1955)
- Bells Are Ringing (1956)
- Say, Darling (1958)
- A Party with Betty Comden and Adolph Green (1958)
- Gypsy (1959)
- Do Re Mi (1960)
- Subways Are For Sleeping (1961)
- Mr. Magoo's Christmas Carol (1962)
- Arturo Ui (1963) - Bertolt Brecht作品。
- ファニー・ガール Funny Girl (1964)
- Wonderworld (1964) - 作詞は息子のStanley。
- Fade Out - Fade In (1964)
- Something More! (1964) -監督兼任
- The Dangerous Christmas of Red Riding Hood (1965)
- Hallelujah, Baby! (1967)
- Darling of the Day (1968)
- Look to the Lilies (1970)
- The Night the Animals Talked (1970)
- Prettybelle (1971) - Bostonで千秋楽。
- Sugar (1972) (Some Like It Hot: The Musicalとして2002-03年シーズンに再演。Tony Curtisが主演)[5]
- Lorelei (1974) -  Gentlemen Prefer Blondesの続編。
- Hellzapoppin'! (1976) -　ブロードウェイにかける前にBaltimoreで終幕。
- Side by Side by Sondheim (1976)
- Bar Mitzvah Boy (1978)
- One Night Stand (1980) -　試用期間に終了。
- Pieces of Eight (1985)
- The Red Shoes (1993)

## 参照
1. ↑  "About this person: Jule Styne", New York Times, Retrieved 2013-12-16
2. ↑  William Zinsser著『easy to remember』ｐ193
3. ↑  Jule Styne at the Songwriters Hall of Fame
4. ↑  "26 Elected to the Theater Hall of Fame." The New York Times, March 3, 1981.
5. ↑  http://owendaly.com/jeff/SLIH/press/index.html